# Boygenius
Boygenius (стилизуется со строчной буквы как boygenius) — инди-рок-супергруппа, основанная американскими авторами-исполнительницами Жюльен Бейкер, Фиби Бриджерс и Люси Дакус. Boygenius выпустили одноимённый мини-альбом в 2018 году. После перерыва, во время которого каждая из участниц группы занималась сольной карьерой, в 2023 году вышел дебютный альбом группы The Record, восторженно встреченный музыкальной прессой, дебютировавший на 4-м месте в Billboard 200 и принёсший группе семь номинаций на «Грэмми», включая «Альбом года» и «Запись года». В феврале 2024 года Бейкер, Дакус и Бриджерс объявили, что приостанавливают группу.

## История

### Создание и мини-альбомBoygenius
В августе 2018 года Жюльен Бейкер, Фиби Бриджерс и Люси Дакус, каждая из которых уже была известной инди-исполнительницей (Бейкер и Дакус выпустили два сольных альбома, Бриджерс один), объявили о создании группы Boygenius и анонсировали мини-альбом и совместный североамериканский тур, запланированные на ноябрь того же года. В тот же день они выпустили три песни с будущего мини-альбома, «Bite The Hand», «Stay Down» и «Me & My Dog», каждая из которых была написана одной из участниц (соответственно, Дакус, Бейкер и Бриджерс). К этому времени Дакус и Бриджерс по отдельности уже выступали на разогреве в турах Жюльен Бейкер. Первоначальной идеей был совместный тур, специально для которого можно было бы записать сингл, но работа в студии складывалась настолько удачно, что материала набралось на мини-альбом.
Название группы, по словам участниц, — это высмеивание уклада, в котором мужчин воспитывают в уверенности, что их идеи гениальны и должны быть услышаны, а женщины пробиваются сквозь враждебную среду. Люси Дакус рассказывала, что во время студийной работы они подбадривали друг друга: «Если кто-то думала: „Не знаю, хорошо ли получилось, наверное, это ужасно“, — ей отвечали: „Нет! Будь мальчиком-гением! Каждая твоя идея ценна, выкладывай!“». Бриджерс критично отзывалась о самом слове «гений», которое, по её словам, связано с недоступностью, а часто — и с абьюзивными тенденциями.
Boygenius EP, в который вошли шесть песен, был записан в Sound City Studios (Ван-Найс (Калифорния)) и вышел на Matador Records; на всех инструментах играли женщины. Музыкальные критики оценили мини-альбом высоко. Так, Дейна Эванс в рецензии для Pitchfork назвала его пособием по созданию идеальной супергруппы: «поднимите на новый уровень индивидуальное дарование каждого, незаметно смешайте ваши различные-но-близкие стили и пойте что есть силы в гармонии на разрыв лёгких».

### Совместные проекты в 2019—2022 годах
Boygenius были в объявленном лайнапе масштабного фестиваля «Woodstock 50», который должен был пройти в августе 2019 года, но в итоге отменён после споров организаторов с инвестором и смены площадок. Они втроём участвовали в записи песни Хейли Уильямс «Roses/Lotus/Violet/Iris», вышедшей на мини-альбоме Petals for Armor II. В 2020—2021 годах каждая из исполнительниц выпустила сольный альбом: Фиби Бриджерс — Punisher (2020), с которым она получила четыре номинации на «Грэмми», Жюльен Бейкер — Little Oblivions (2021), Люси Дакус — Home Video (2021). На каждом из них подруги записали вокал друг для друга — для песен «Graceland Too» и «I Know the End» с Punisher, «Favor» c Little Oblivions и «Please Stay» и «Going Going Gone» с Home Video. Вокальные партии для этих песен были записаны за одну сессию в студии в Нашвилле, и Дакус говорила, что в тот день получилось воссоздать атмосферу Boygenius.
19 ноября 2018 года Boygenius дали первый за три года концерт, выступив в Сан-Франциско на благотворительном мероприятии, сборы от которого пошли для некоммерческой организации Bread & Roses.

### The RecordиThe Rest
18 января 2023 года Boygenius анонсировали дебютный альбом The Record и выпустили три песни с него — «$20», «Emily I’m Sorry» и «True Blue». ‘’The Record’’ вышел 31 марта на Interscope Records и дебютировал на 4-й позиции в хит-параде Billboard 200. Согласно агрегатору Metacritic, его средневзвешенная оценка из 26 рецензий — 90 баллов из 100 («всеобщее восхищение»); такие издания как NME и Rolling Stone провозгласили его «мгновенной классикой».
Одновременно с выходом альбома группа презентовала короткометражный фильм «The Film», составленный из видеоклипов на «$20», «Emily I’m Sorry» и «True Blue», срежиссированных Кристен Стюарт. В апреле Boygenius выступили на фестивале «Коачелла», а летом и осенью провели тур по Северной Аиерике и Европе, названный «The Tour». 20 сентября 2023 года вышел анимационный видеоклип на песню «Cool About It», снятый Лорен Цай.
13 октября 2023 года вышел мини-альбом The Rest, состоящий из четырёх песен, записанных в мае того же года. 10 ноября Boygenius были выдвинуты на «Грэмми» в семи номинациях, включая «Альбом года» для The Record и «Запись года» для песни «Not Strong Enough». На церемонии 4 февраля группа получила три награды: за лучшую рок-песню и лучшее рок-исполнение за «Not Strong Enough» и за лучший альтернативный альбом.
1 февраля 2024 года на «секретном» акустическом концерте в Лос-Анджелесе музыканты сообщили, что приостанавливают Boygenius «на обозримое будущее». После церемонии вручения «Грэмми» они подтвердили это, добавив, что остаются в хороших отношениях друг с другом и с самого начала рассматривали проект как временный.

## Дискография

### Альбом
- The Record (2023)

### Мини-альбомы (EP)
- Boygenius (2018)
- The Rest (2023)

## Награды и номинации
| Год  | Ассоциация | Работа              | Категория                                  | Результат | Ссылка |
| ---- | ---------- | ------------------- | ------------------------------------------ | --------- | ------ |
| 2024 | Грэмми     | The Record          | Альбом года                                | Номинация | [ 23 ] |
| 2024 | Грэмми     | The Record          | Лучший альтернативный альбом               | Победа    | [ 23 ] |
| 2024 | Грэмми     | The Record          | Лучший инжиниринг альбома, неклассического | Номинация | [ 23 ] |
| 2024 | Грэмми     | "Not Strong Enough" | Запись года                                | Номинация | [ 23 ] |
| 2024 | Грэмми     | "Not Strong Enough" | Лучшая рок-песня                           | Победа    | [ 23 ] |
| 2024 | Грэмми     | "Not Strong Enough" | Лучшее рок-исполнение                      | Победа    | [ 23 ] |
| 2024 | Грэмми     | "Cool About It"     | Лучшее исполнение альтернативной музыки    | Номинация | [ 23 ] |